# Déclaration sur la création de l'URSS
La déclaration sur la création de l'URSS est un document historique qui, avec le traité sur la création de l'URSS, a formé la base constitutionnelle pour la création de l'Union des républiques socialistes soviétiques en tant qu'État plurinational.
La déclaration indiquait les raisons nécessitant la formation d'une union entre toutes les républiques soviétiques en un État socialiste uni et exprimait la volonté d'entreprendre une « révolution permanente », en exportant la révolution socialiste dans d'autres États, principalement à l'Ouest, comme en témoignait la récente guerre soviéto-polonaise. La déclaration soulignait également que la création de l'Union des républiques socialistes soviétiques était une union volontaire de peuples avec des droits égaux, en vertu de laquelle chaque république soviétique conservait le droit de faire sécession de l'Union, disposition qui fut utilisée comme base légale pour l'indépendance de plusieurs républiques et la dissolution finale de l'Union en 1991.
Le projet de déclaration est approuvé le 29 décembre 1922 par une conférence des délégations plénipotentiaires de la RSFS de Russie, de la RSS d'Ukraine, de la RSS de Biélorussie et la RSFS de Transcaucasie. Le 30 décembre 1922, la déclaration ainsi que le traité sur la création de l'URSS sont adoptés par le Premier Congrès des soviets de l'Union soviétique (en). Elle est incluse comme préambule dans la Constitution de l'URSS de 1923.